# Diétholate
Le diétholate est un phytoprotecteur utilisé pour protéger les cultures de coton et maïs.